# Juri Andrejewitsch Trautman
Juri Andrejewitsch Trautman (russisch Юрий Андреевич Траутман; * 1909; † 1986 in Wladiwostok) war ein russischer Architekt, Stadtplaner und Hochschullehrer.

## Leben
Trautman studierte an der Fakultät für Architektur des Leningrader Instituts für Ingenieurbau mit anschließender Aspirantur am Lehrstuhl für Projektierung und Baupraxis. Während des Deutsch-Sowjetischen Krieges diente er in der Roten Armee.
1945 wurde Trautman Chefarchitekt und Stadtplaner der Stadt Sewastopol. Beim Wiederaufbau der Stadt arbeitete er zusammen mit vielen Architekten, darunter auch M. K. Uschakowa, die seine Frau wurde. 1948 wurde Trautman Chefarchitekt und Stadtplaner der durch das Erdbeben 1948 zerstörten Stadt Aşgabat. Zusammen mit J. G. Stawinski baute Trautman in Sewastopol 1952 das Hotel Sewastopol im Stil des Sozialistischen Klassizismus. 1957 baute er mit W. W. Pilevin das Sewastopoler Lunatscharski-Theater im Stil eines altgriechischen Tempels.
1961 wurde Trautman auf Anweisung des Staatlichen Baukomitees der UdSSR Chefarchitekt und Stadtplaner von Wladiwostok. Im gleichen Jahr wurde das von Alexei Iljitsch Teneta projektierten Denkmal der Kämpfer für die Sowjetmacht in Fernost auf dem zentralen Platz in Wladiwostok eingeweih, an dem Trautman als Architekt beteiligt gewesen war. Im Zentrum der dreiteiligen Denkmalsanlage steht auf einem 30 m hohen Sockel die Statue eines Kämpfers der volksrevolutionären Armee mit der Fahne in der rechten Hand und der Fanfarentrompete in der linken Hand, der mit seinem Blick aufs Meer die Befreiung von den japanischen Interventionisten symbolisiert. Den Kämpfern für die Sowjetmacht in Fernost ist die Inschrift auf der Vorderseite des Sockels, während auf der Rückseite das Lied der Partisanen vom Amur zu lesen ist. Der rechte (östliche) Teil mit mehreren Figuren auf einen niedrigen Sockel ist dem Sturz der Zarenherrschaft 1917 gewidmet, während der entsprechende linke Teil sich auf die Befreiung Wladiwostoks durch die Partisanen bezieht.
1969 wurde Trautman Vorsitzender des Primorje-Vorstands der Union der Architekten der UdSSR. Im gleichen Jahr wurde er als Verdienter Architekt der RSFSR geehrt. 1971 wurde auf Trautmans Initiative im Fernöstlichen Polytechnischen Institut in der Baufakultät die Architekturabteilung gegründet, in der Trautman eine Vorlesung über Architekturprojektierung und Architekturgeschichte hielt und sein Wissen an 10 Architektengenerationen weitergab. Trautman wirkte am Aufbau des Wladiwostoker Kurgebiets mit.